# 章建平
章建平（1967年—），浙江临安人，中华人民共和国投资家。

## 生平
章建平毕业于天津商学院，后到杭州解放路百货商店，从事家电销售和批发。1992年，辞职回到临安，从事复印机维修。1996年，开始进入到中国A股股市，并在随后几年开始获得超额利润。因其为人极为低调简朴，并拒绝任何采访与社交，市场上更多是通过其所活动的营业部来进行判断。包括2000年的国信证券杭州保俶路营业部、新疆证券庆春路证券营业部、以及2005年7月后的东吴证券。在2007福布斯中国富豪榜，章建平排名第275位。2016年，章建平同时出现在东方财富、乐视网的定增案中，同时分别成为这两支创业板股票的前十大股东之一。
章建平的妻子方文艳，也通常出现在一些上市公司的十大流通股股东中。包括2000年的抚顺特钢、2002年的新华医疗、2006年的津滨发展、通化金马、湖南投资及2007年的SST幸福、飞乐音响、正虹科技。2009年，因频繁操作，方文艳账户被限制一个月。
2018年4月，《证券时报》网站透露，章建平于2017年第四季度买入了大量中兴通讯股票，位列前十大流通股股东，但因美国对中兴实施制裁，导致其账面出现大量浮亏；同时，因为乐视网的股票经历了12个跌停，市值跌去了近七成，导致其亏损惨重。